# Daniel Steibelt

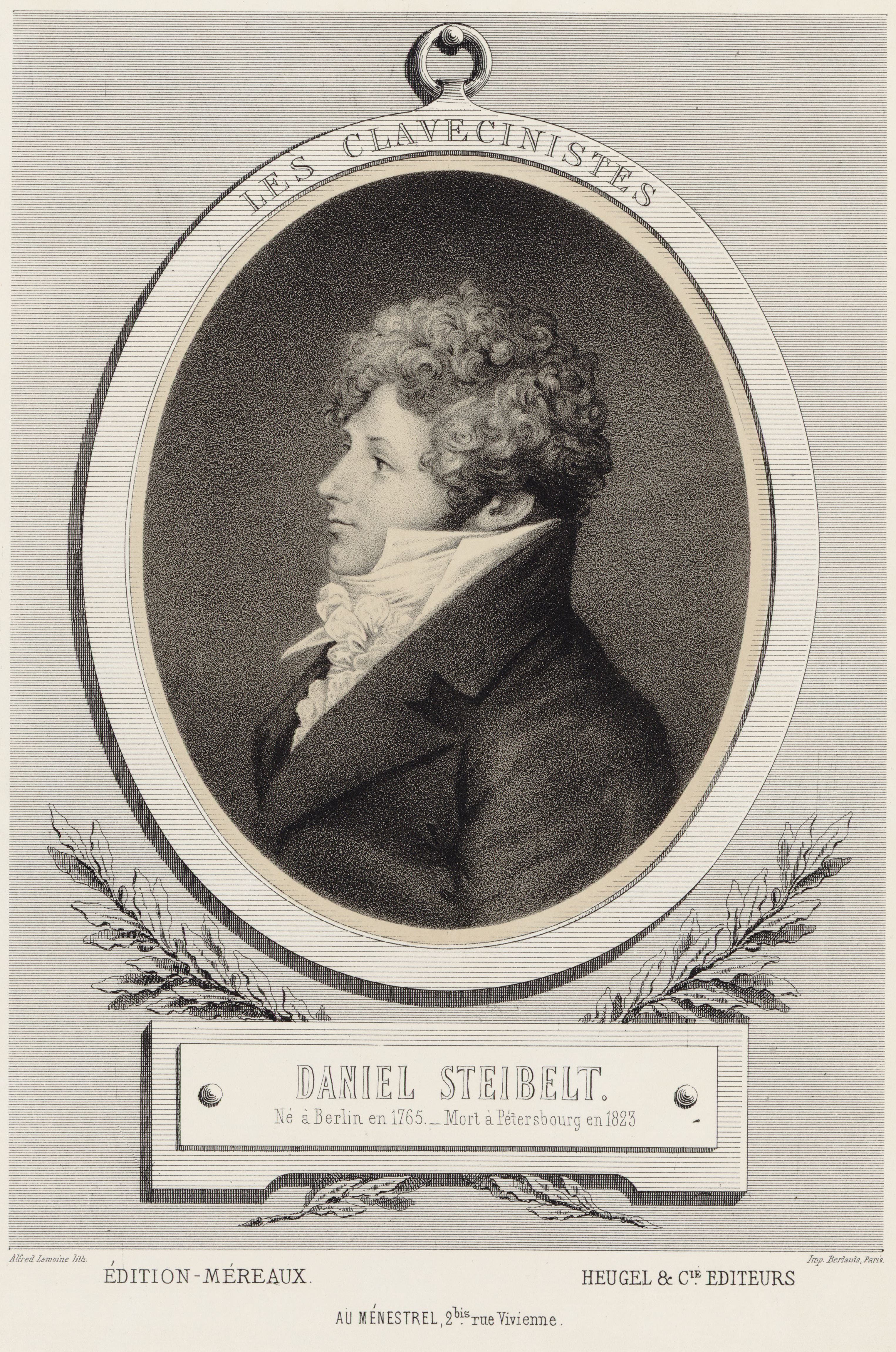
Daniel Steibelt

Daniel Gottlieb Steibelt (Berlino, 22 ottobre 1765 – San Pietroburgo, 2 ottobre 1823) è stato un pianista e compositore tedesco.

## Biografia
Figlio di un costruttore di strumenti, Daniel Steibelt studiò pianoforte e composizione a Berlino con Johann Kirnberger fino al 1784,(a 19 anni) quando si arruolò nell'esercito prussiano per ordine del padre. Lasciata la carriera militare, Steibelt si trasferì a Parigi nel 1790, dove fu apprezzato come pianista e come insegnante alla moda, raggiungendo il successo anche come compositore. Nel 1793 compose l'opera drammatica Roméo et Juliette al Théâtre Feydeau, considerata da molti la sua opera più originale e di gran valore artistico. Anni dopo essa fu inoltre tenuta in gran considerazione da Berlioz. 
Di una personalità originale e non del tutto cristallina, nel 1796, essendosi scoperto che aveva ceduto agli editori composizioni già pubblicate da altri, lasciò la capitale francese per Londra, dove rinnovò gli entusiastici successi di concertista. Nel 1797 suonò in uno dei concerti organizzati da J.P. Salomon. Nel 1798 compose il Concerto n. 3 in Mi bemolle maggiore, che contiene uno Storm Rondo, ovvero il Rondò della tempesta, caratterizzato da lunghi tremoli, che divennero molto popolari. Dopo aver furoreggiato da dominatore in Inghilterra per tre anni, passò nell'anno seguente ad Amburgo, facendosi in seguito applaudire anche a Dresda, Praga, Berlino e Vienna, dove nel maggio del 1800 partecipò ad una competizione sfidando Beethoven a una prova di abilità presso il conte Moritz von Fries. Infine rientrò a Parigi nel 1800, dove fece conoscere la Schöpfung di Haydn (con rimaneggiamenti propri) e dove riprese l'attività compositiva.
Tra il 1802 e il 1808 divise la sua attività tra Londra e Parigi, ma poi, per sfuggire ai creditori, si stabilì a San Pietroburgo come direttore dell'Opera Francese, carica che ricoprì fino alla morte. Compositore prolifico e di un carattere piuttosto arrogante, vanitoso e anche disonesto, Steibelt fu peraltro considerato tra i più brillanti e popolari pianisti dell'epoca. Nonostante la sua abilità nel comporre (che gli permise di scrivere opere estremamente complesse tecnicamente e interessanti musicalmente) la sua produzione non venne suonata spesso nel corso della sua vita e cadde in quasi completo oblio dopo la sua scomparsa.

## Opere

### Opere teatrali
- Roméo et Juliette (Parigi 1793)
- Albert and Adelaide (Londra 1798)
- Cendrillon (SanPietroburgo 1810)
- Sargines (ivi 1815)

### Balletti
- Le Retour de Zéphire (Parigi 1802)
- Le Jugement du berger Parigi (Londra 1804)
- La Belle laitière (ivi 1805)
- La Fête de l'empereur (SanPietroburgo 1809)
- Der Blöde Ritter (ivi prima del 1813).

Inoltre compose anche ouverture; 7 concerti per pianoforte e orchestra (tra cui il n. 3 con il celebre finale intitolato L'orage, 1798); la cantata La Fête de mars (1805 all'Opéra national de Paris); quintetti, quartetti e trii con pianoforte; oltre 60 sonate per violino e pianoforte; oltre 40 sonate per arpa e pianoforte; sonate, variazioni, rondò, potpourris, studi e molti altri pezzi popolari per pianoforte; liriche.